# جي سي في دي (فلم)
جي سي في دي (بالإنجلبزية JCVD) هو فيلم درامي بلجيكي من إخراج المخرج الفرنسي من أصل تونسي مبروك المشري سنة 2008 ، ومن بطولة النجم جون كلود فان دام .
الفيلم عرض بتاريخ 4 يونيو 2008 في بلجيكا وفرنسا .

## روابط خارجية
- مقالات تستعمل روابط فنية بلا صلة مع ويكي بيانات